# NGC 904
NGC 904 је елиптична галаксија у сазвежђу Ован која се налази на NGC листи објеката дубоког неба.
Деклинација објекта је + 27° 20' 35" а ректасцензија 2h 24m 5,5s. Привидна величина (магнитуда) објекта NGC 904 износи 14,1 а фотографска магнитуда 15,1. NGC 904 је још познат и под ознакама UGC 1852, MCG 4-6-24, CGCG 483-28, NPM1G +27.0094, PGC 9112.